# Elwira Seroczyńska
Elwira Seroczyńska (n. 1 mai 1931, Wilno, Polonia – d. 24 decembrie 2004, Londra, Anglia, Regatul Unit) a fost o sportivă ce a reprezentat Polonia, medaliată olimpică. A participat la 2 ediții ale Jocurilor Olimpice (1960, 1964) în care a câștigat o medalie de argint.